# Hans Gutbrod (Tiermediziner)
Hans Gutbrod (* 28. September 1877 in München; † 12. Mai 1948 in Weilheim in Oberbayern) war ein deutscher Tierarzt, Tierzuchtdirektor und Landtagsmitglied in Bayern.

## Leben und Wirken
Nach dem Studium der Veterinärmedizin und Approbation an der Königlichen Tierärztlichen Hochschule in München war er von 1898 bis 1903 als städtischer und Distriktstierarzt in Mitterfels, Selb, Landshut und Moosburg tätig. Danach hatte er, nach abgelegter Tierzuchtleiterprüfung, bis 1938 verschiedene Aufgaben in der bayerischen Tierzuchtverwaltung, insbesondere in der Tierzuchtinspektion Würzburg, wo er die Geschäftsführung des „Unterfränkischen Zuchtverbandes für das gelbe Höhenvieh“ übernahm.
1920 bis 1924 war er für die Bayerische Mittelpartei Mitglied des Bayerischen Landtages.
Von 1939 bis 1945 arbeitete Gutbrod in der Landesbauernschaft Bayern und setzte sich weiter für die Zucht des Deutschen Gelbviehs ein. Er veröffentlichte einige Bücher zu den Tierarten Rind, Schwein und Ziege, teils in mehreren Auflagen, die vor allem für die praktischen Landwirte bestimmt waren. Für seine langjährige erfolgreiche Tätigkeit als Oberveterinärrat, Tierzuchtdirektor und Autor erhielt er die Ehrenpromotion durch die Ludwig-Maximilians-Universität München (LMU).

## Ehrungen
- Ehrenpromotion zum Dr. med. vet. h. c. durch die Tierärztliche Fakultät der Ludwig-Maximilians-Universität München
- 1947: Hermann-von-Nathusius-Medaille in Gold der Deutschen Gesellschaft für Züchtungskunde e.V. (DGfZ).
- Ehrenbürgerrecht in fünf bayerischen Gemeinden
- Silberne Plakette der Stadt Würzburg
- Goldene Medaille des Landwirtschaftlichen Vereins und der Kreisbauernkammer Würzburg

## Schriften (Auswahl)
- Geschichte des Weisbacher Rhön-Alpstalles. Schweinfurt 1913.
- Die Rindviehzucht. Anleitung zur fachgemäßen Züchtung, Ernährung und Benutzung des Rindviehs (= Thaer-Bibliothek. Bd. 31). 8.–10. Auflage. Parey, Berlin 1918–1928.
- Bäuerliche Schweinezucht. Ein Buch für unsere Bauern und Bauersfrauen und alle, die im Schweinestall schaffen müssen (= Weihenstephaner Schriftensammlung für praktische Landwirtschaft. H. 15). Datterer, Freising 1925; 3. Auflage. Volkswirtschaftlicher Verlag, Kempten 1949.
- Die rehfarbene Frankenziege. Beitrag zur Kenntnis ihrer Verbreitung, Entstehung, Gestalt und Leistung, Züchtung und Haltung. M. & H. Schaper, Hannover 1927.